# Myrmeleon ambiguus
Myrmeleon ambiguus là một loài côn trùng trong họ Myrmeleontidae thuộc bộ Neuroptera. Loài này được Navás miêu tả năm 1932.